# Manuel Castells
Manuel Castells (* 9. února 1942, Hellín, Španělsko) je americký sociolog španělského původu, který se zaměřuje na komunikaci, informační společnost a globalizaci. Patří mezi nejcitovanější sociology světa.

## Biografie
Studoval práva a ekonomii v Barceloně, měl aktivní podíl na protifrankistickém odboji. Ve dvaceti letech odešel ze Španělska jako politický exulant do Francie. V Paříži vystudoval sociologii (mimo jiné u Alaina Touraina a Louise Althussera). V roce 1979 obdržel nabídku na profesoru sociologie města na univerzitě v Berkeley. Zde měl podíl na výzkumech zaměřených v San Francisku. Pozornost věnoval také fenoménu Sillicon Valley jako inovačnímu centru informačních technologií. V roce 1984, při návštěvě Sovětského svazu, potkal Emmu Kiselyovu, která v roce 1993 začala působit na Berkeley a stala se jeho ženou.